# Typhloceras
Typhloceras (лат.) — род блох из семейства Hystrichopsyllidae. От других блох отличаются следующими признаками: ктенидиум щёк из 4 коротких зубцов, II—IV тергиты брюшка с маргинальными и предмаргинальными шипиками, церки с одной длинной апикальной и двумя мелкими субапикальными щетинками; сенсилий выпуклый; на пронотуме и голове расположен ктенидий (гребень из плоских зубцов). Паразиты грызунов.

## Классификация
2 вида (Западная Палеарктика).
- Typhloceras favosum Jordan et Rothschild, 1914
- Typhloceras poppei Wagner, 1903